# 燕子岭站
燕子岭站是一个属于东部城轨坪山云巴1号线的有轨电车车站，位于中华人民共和国广东省深圳市坪山区龙田街道金牛西路与五号路交叉路口以西，沿金牛西路呈东西走向。

## 车站结构
燕子岭站为地上三层5m岛式车站，设备机房设置于二层。
本站东侧小里程端设有一条单渡线备用。

### 楼层

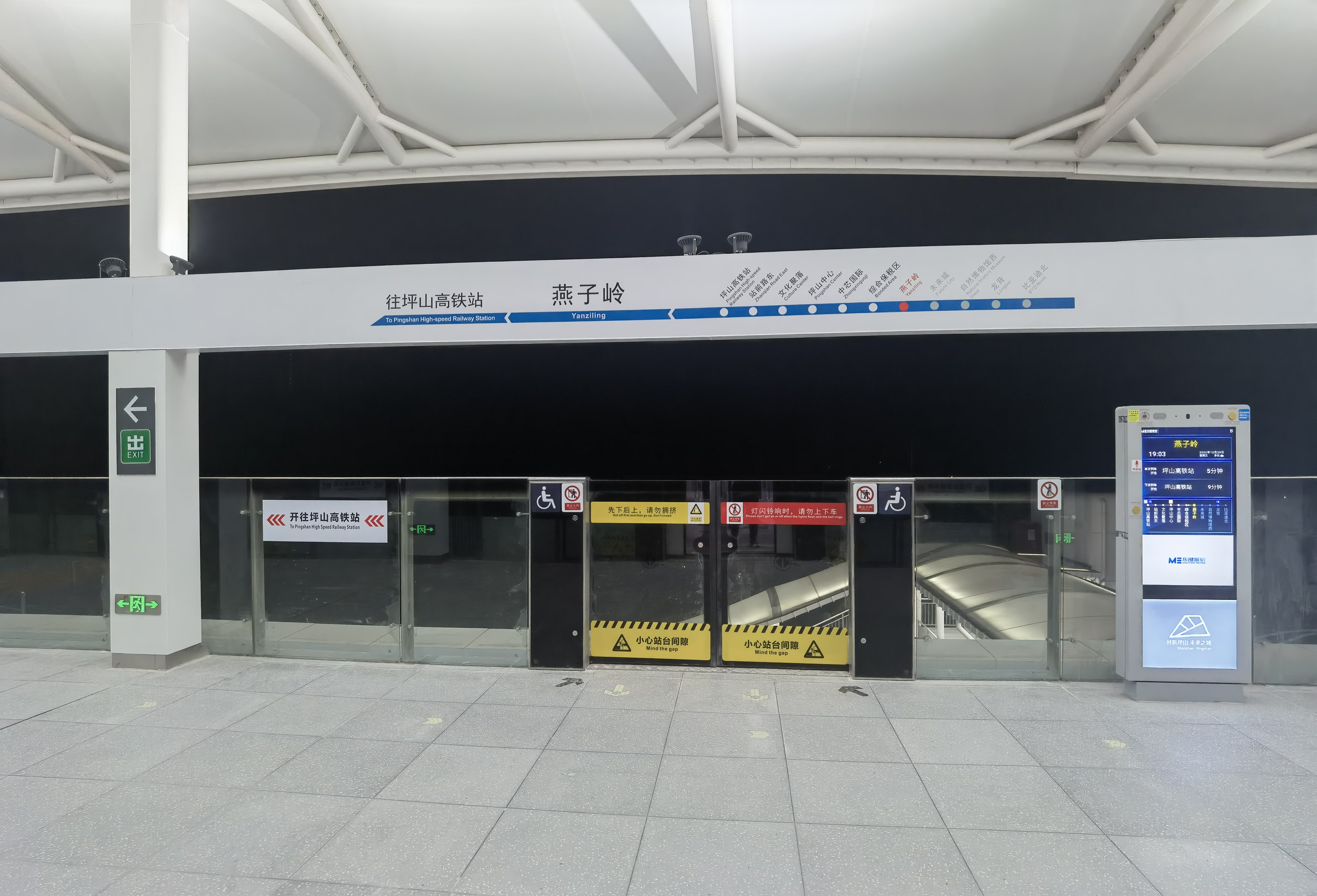
站台

| 地上三层          | 月台 | \| \| \| 坪山云巴1號線往坪山高铁站（综合保税区） \| \| 島式 · 開左邊车门 \| \| \| \| \| \| 坪山云巴1號線往比亚迪北（未来城） \| |
| 地上二层          | 站厅 | 旅客服务、售票机、车站控制室 |
| 地面              | -    | 出入口 |
|                   |      | 坪山云巴1號線往坪山高铁站（综合保税区）                                                                                         |
| 島式 · 開左邊车门 |      | |
|                   |      | 坪山云巴1號線往比亚迪北（未来城）                                                                                               |

- 站台

### 出入口
燕子岭站共设有二个出入口，所有出入口均设有垂直电梯。
（待补充）

## 历史

### 规划与建设
2020年3月，深圳市东部云轨投资建设有限公司发布《坪山云巴（胶轮有轨电车）1 号线一期项目环境影响报告书 》，其中包含本站，工程名为燕子岭站，原因为本站位于自然实体燕子岭附近。
2021年6月25日，深圳市东部城市轨道交通投资建设有限公司发布《坪山云巴（胶轮有轨电车）1号线一期项目车站命名方案》，其中本站继续使用工程名燕子岭站，是本线唯一正式名称沿用原工程名的车站。
2022年12月28日，本站正式开通运营。

## 接駁交通

### 地铁
19号线燕子岭站（建设中）

### 公共汽车
（待补充）

## 相关图像
（待补充）